# Reichenbachia arcifer
Reichenbachia arcifer är en skalbaggsart som beskrevs av Thomas Casey 1897. Reichenbachia arcifer ingår i släktet Reichenbachia och familjen kortvingar. Inga underarter finns listade i Catalogue of Life.